# Règle du duet
La règle du duet concerne la première couche électronique des atomes. Seuls les premiers éléments de la classification périodique sont concernés par cette loi notamment l'hydrogène, l'hélium ou le lithium. Elle indique, comme la règle de l'octet, qu'un élément recherche à saturer cette couche en électrons pour obtenir la configuration électronique du gaz noble le plus proche ; en l'occurrence, la configuration électronique atteinte en suivant la règle du duet est celle de l'hélium.
Au cours de ses transformations chimiques, l'hydrogène, peut évoluer de manière à saturer sa couche électronique (K) en acquérant un électron. Ainsi, l'hydrogène peut former l'ion H−. Le lithium peut former l'ion Li+ en cédant un électron.
L'atome d'hydrogène peut aussi saturer sa couche électronique externe (K)1 en (K)2 en créant une liaison simple (liaison covalente) avec un autre atome, ce qui donne par exemple :
- les hydrures alcalins (LiH, NaH, etc.)
- H-Cl
- CH4
- CH3-OH